# لی مین-آ
لی مین-آ (انگلیسی: Lee Min-a؛ زادهٔ ۸ نوامبر ۱۹۹۱) بازیکن فوتبال اهل کره جنوبی است.
از باشگاه‌هایی که در آن بازی کرده‌است می‌توان به باشگاه فوتبال آی ان ای سی کوبه لئونسا اشاره کرد.
وی همچنین در تیم‌های ملی فوتبال South Korea women's national under-17 football team, South Korea women's national under-20 football team، و زنان کره جنوبی بازی کرده‌است.